# شارلمانی: با شمشیر و صلیب
شارلمانی: با شمشیر و صلیب (به انگلیسی: Charlemagne: By the Sword and the Cross) آلبومی مفهومی در سبک سمفونیک متال از بازیگر و خوانندهٔ انگلیسی کریستوفر لی است که در سال ۲۰۱۰ منتشر و برندهٔ جایزهٔ Spirit of Hammer از مراسم جوایز خدایان طلایی متال همر شد. این جایزه توسط تونی آیومی، گیتاریست گروه بلک سبت به کریستوفر لی اهدا گردید.
این آلبوم روایتگر داستان شارلمانی، نخستین امپراتور  امپراتوری مقدس روم است و از چندین خوانندهٔ مهمان برای ایفای نقش‌های مختلف در آن بهره گرفته شده‌است.

## فهرست آهنگ‌ها
| شماره | نام                                                          | مدت  |
| ----- | ------------------------------------------------------------ | ---- |
| ۱.    | «Overture»                                                   | ۲:۵۵ |
| ۲.    | «Act I: Intro»                                               | ۱:۳۶ |
| ۳.    | «Act I: King Of The Franks»                                  | ۷:۱۴ |
| ۴.    | «Act II: Intro»                                              | ۱:۴۷ |
| ۵.    | «Act II: The Iron Crown Of Lombardy»                         | ۸:۱۱ |
| ۶.    | «Act III: Intro»                                             | ۳:۲۵ |
| ۷.    | «Act III: The Bloody Verdict Of Verden»                      | ۶:۱۵ |
| ۸.    | «Act IV: Intro»                                              | ۲:۳۲ |
| ۹.    | «Act IV: The Age Of Oneness Out Of Diversity»                | ۶:۰۸ |
| ۱۰.   | «Act V: Intro»                                               | ۲:۰۹ |
| ۱۱.   | «Act V: Starlight» (موسیقی و متن ترانه از خوان رامیرز)       | ۴:۴۲ |
| ۱۲.   | «Finale»                                                     | ۳:۵۵ |
| ۱۳.   | «Iberia» (موسیقی و متن ترانه از خوان رامیرز (bonus track))   | ۵:۰۷ |
| ۱۴.   | «The Bloody Verdict Of Verden» (موسیقی بی‌کلام (bonus track)) | ۶:۲۰ |

## خوانندگان و نقش‌آفرینان[۲]
- کریستوفر لی - شارلمانی
- کریستینا لی - راوی
- لیدیا سالینکووا - هیلدگارد
- فیل اس. پی - پپن کهتر
- مائوریو کونتی - پاپ هادریان
- کریستی ابنهوک - خوانندهٔ قصه‌گو
- وینسنت ریچیاردی - شارلمانی جوان
- گروه کر سمفونی سینمایی اروپا

## نوازندگان[۲]
- کریس جونز، مت پیرس، رافائلو جنتیلی - گیتار الکتریک
- تونی نیوتن - گیتار بیس
- اولی اوسیسکین - درامز
- کورادو کانونیچی - کنترباس
- لی الکساندرا - کیبورد
- ارکستر سمفونی سینمایی اروپا

## دیگر عوامل[۲]
- ماری کلر کالوی - ترانه‌سرا
- مارکو سابیو - موسیقی، تنظیم و ارکستراسیون، رهبر ارکستر
- خوان آنیروس - تهیه‌کننده